# Inundaciones en el estado de Borno
En septiembre de 2024, el estado de Borno sufrió graves inundaciones tras el colapso de la presa de Alau el 10 de septiembre. Los gobiernos locales de Maiduguri y Jere fueron particularmente afectados. Según la Agencia Nacional de Gestión de Emergencias, más del 70% de los residentes de Maiduguri fueron desplazados. El Alto Comisionado de las Naciones Unidas para los Refugiados describió este desastre como las peores inundaciones que ha experimentado la ciudad en los últimos treinta años. En total, más de un millón de personas se vieron afectadas por las inundaciones.

## Entorno
África occidental ha sufrido las peores inundaciones en décadas. Según las Naciones Unidas, se afectaron más de 2.3 millón personas en 2023, tres veces más de 2022.
La presa de Alau se construyó en 1986 para ayudar a los granjeros con el riego y para ayudar a controlar las inundaciones del río Ngadda. Antes de 2024, la presa se ha roto dos veces: en 1994 y 2012, que llevó a inundaciones de comunidades locales.
El estado de Borno también sufre una crisis humanitaria desde hace una década por la insurgencia de Boko Haram. La insurgencia ha desplazado a más de 2,6 millones de personas, muchas de las cuales viven en campos vulnerables a las inundaciones.

## Causas
Las lluvias continuas que empezaron el fin de agosto en las áreas de los gobiernos locales de Bama, Damboa y Gwoza y la Agencia Meteorológica de Nigeria pronosticaron que podrían provocar inundaciones. Cuando el nivel del agua en el embalse de la presa de Alau comenzó a subir, los funcionarios fueron alertados por los vecinos preocupados y llegó un equipo de inspección. 

## Colapso de la presa
El 10 de septiembre, la presa de Alau comenzó a fracturarse y se estalló, causando inundaciones relámpagos que inundó y submergió asentimientos bajos.

## Reacciones
El gobernador Babagana Zulum abrió el campamento de desplazados internos (IDP) de Bakassi y otros de las tierras altas para la seguridad de ciudadanos. Les dijo a los periodistas que más de un millón personas se habían visto afectadas por la inundación.
El vicepresidente Kashim Shettima visitó al estado para ver el nivel de daños y aseguró a los ciudadanos que el gobierno federal intervendría.
Las fosas sépticas dañadas y los cementerios inundados también hicieron temer una rápida propagación de enfermedades infecciosas. Un representante de la Organización Mundial de la Salud (WHO) de Nigeria, el Dr. Kazadi Mulombo, anunció que la WHO dirigiría una respuesta con otras organizaciones como el Programa Mundial de Alimentos y UNICEF, centrada en la alimentación, la salud, el agua y la higiene.